# کرانتس (هامبورگ)
کرانتس (به آلمانی: Hamburg-Cranz) یک منطقهٔ مسکونی در آلمان است که در Harburg واقع شده‌است. کرانتس ۸۵۷ نفر جمعیت دارد.